# Mycetophyllia aliciae
Mycetophyllia aliciae es una especie de coral hermatípico de la familia Mussidae.

## Morfología
Las colonias forman placas delgadas, y, en ocasiones, son hemisféricas. Su forma es meandroide, aunque en aguas profundas la parte central tiene los valles y crestas difuminados, y los coralitos son protuberantes.
El color de los pólipos es verde o café, con zonas más claras, o de color blanco, en los coralitos y crestas salientes de la superficie de la colonia.

## Distribución y hábitat
Se distribuye por el océano Atlántico centro-occidental, desde Florida, golfo de México, Bahamas y, principalmente, por el mar Caribe.
Es una especie común. Forma parte de arrecifes de coral, a profundidades entre 10 y 80 m, más frecuente entre los 15 y 25 m.

## Alimentación
En la naturaleza se nutre principalmente de la fotosíntesis realizada por las algas zooxantelas que habitan el tejido de sus pólipos. Las algas realizan la fotosíntesis produciendo oxígeno y azúcares, que son aprovechados por los corales, y se alimentan de los catabolitos del coral, especialmente fósforo y nitrógeno.
Esto le proporciona entre el 75 y el 90% de sus requerimientos nutricionales, completando su alimentación mediante la captura de zooplancton con sus tentáculos y la absorción de materia orgánica disuelta en el agua.

## Reproducción
Las colonias producen esperma y huevos que se fertilizan externamente en el agua. Las larvas deambulan por la columna de agua hasta que se posan y fijan en el lecho marino. Una vez allí, se convierten en pólipos y comienzan a secretar carbonato cálcico para construir su esqueleto, o coralito. Posteriormente, se reproducen mediante gemación del pólipo, dando origen a la colonia.